# Stellan Wiberg
Gert Stellan Wiberg, född 2 mars 1938 i Halmstad, är en svensk målare, tecknare och skulptör.
Han är son till textilarbetaren John Gustav Hilding Wiberg och Gertrud Valborg Thydell samt bror till Tommy Wiberg. Efter avslutad skogång bedrev han tekniska studier 1956–1959 men ändrade inriktning och studerade istället konst för Eric Nilsson 1959–1964, Gösta Nyberg 1963 och vid Konstindustriskolan i Göteborg 1964–1965 och genom självstudier under resor till bland annat Italien och Frankrike. Separat ställde han ut ett flertal gånger i Halmstad och på Galerie Christinæ i Göteborg. Han medverkade i samlingsutställningar arrangerade av Hallands konstförening och var representerad i internationella utställningar i Hamburg och London. Hans konst bestod till en början av ett realistiskt måleri och skulpturutförande men med tiden ändrade han stil till ett mer nonfigurativ konstframställning. Wiberg är representerad vid  Stockholms stads skolförvaltning.  